# Vüqar Həşimov
Vüqar Həşimov (in russo Вугар Гашимов?, Vugar Gašimov; Baku, 24 luglio 1986 – Heidelberg, 11 gennaio 2014) è stato uno scacchista azero, Grande maestro. È noto come Vugar Gashimov nei paesi occidentali.
Ha raggiunto la miglior posizione nella lista FIDE il novembre 2009: 6º al mondo, con 2.758 punti Elo. Ha vinto il Campionato azero di scacchi nel 1995, 1996, 1998. Ha partecipato con la squadra dell'Azerbaijan a quattro olimpiadi degli scacchi dal 2002 al 2008, vincendo la medaglia d'argento individuale alle olimpiadi di Dresda 2008. Ha partecipato al 50º torneo di Capodanno di Reggio Emilia 2007/08, classificandosi 2º con Ni Hua e Pentala Harikrishna. Ha poi vinto l'edizione del 2010/2011.
Nel FIDE Grand Prix 2008-2009, organizzato per selezionare i partecipanti al campionato del mondo del 2011, dopo due tornei era 2º-4º dopo Lewon Aronyan. Ha vinto la prima prova di questa coppa, alla pari con Wang Yue e Magnus Carlsen, a Baku in aprile del 2008. Altri risultati notevoli sono stati la vittoria nella "Kasparov Cup" Under-16 del 1999 e il 1º posto nel torneo di Atene 2005.
Nell'ottobre del 2009 ha fatto parte in seconda scacchiera della squadra azera che ha vinto a Novi Sad il 17º Campionato europeo a squadre per nazioni. Era noto per essere un giocatore particolarmente forte nel gioco veloce. Praticava diversi sport, tra cui il taekwondo, il calcio e il tennis.
In un'intervista al sito Chess Café ha dichiarato di essere soggetto occasionalmente ad attacchi epilettici, per eliminare i quali è stato sottoposto a due interventi chirurgici.
È deceduto nel gennaio 2014 all'età di 27 anni nell'ospedale di Heidelberg, in Germania, dove era ricoverato a causa di un tumore cerebrale.
Per celebrare la sua memoria, a Shamkir (Azerbaijan), ogni anno a partire dal 2014, viene disputato un torneo di scacchi in un cui partecipano alcuni tra i migliori giocatori del mondo.